# Flettner Fl 282
Il Flettner Fl 282 Kolibri era un elicottero da ricognizione imbarcato dotato di una coppia di rotori intersecantisi bipala ciascuno, realizzato dall'azienda aeronautica tedesca Flettner Flugzeugbau GmbH nei primi anni quaranta.

## Utilizzatori
Germania
- Luftwaffe